# Спендошин-Кольонія
Спендошин-Кольонія (пол. Spędoszyn-Kolonia) — село в Польщі, у гміні Вартковиці Поддембицького повіту Лодзинського воєводства.
Населення — 136 осіб (2011).
У 1975-1998 роках село належало до Серадзького воєводства.

## Демографія
Демографічна структура станом на 31 березня 2011 року:
|          | Загалом | Допрацездатний вік | Працездатний вік | Постпрацездатний вік |
| -------- | ------- | ------------------ | ---------------- | -------------------- |
| Чоловіки | 67      | 11                 | 51               | 5                    |
| Жінки    | 69      | 11                 | 44               | 14                   |
| Разом    | 136     | 22                 | 95               | 19                   |